# Лангенбрук
Лангенбрук (нім. Langenbruck) — громада на півночі Швейцарії в кантоні Базель-Ланд, округ Вальденбург.
Вперше згадується під 1145 роком.

## Географія
Громада розташована на відстані близько 55 км на північний схід від Берна, 16 км на південь від Лісталя.
Лангенбрук має площу 15,7 км², з яких на 4,6% дозволяється будівництво (житлове та будівництво доріг), 51,1% використовуються в сільськогосподарських цілях, 44% зайнято лісами, 0,3% не є продуктивними (річки, льодовики або гори).

## Демографія
2019 року в громаді мешкало 957 осіб (-2% порівняно з 2010 роком), іноземців було 17,9%. Густота населення становила 61 осіб/км².
За віковим діапазоном населення розподілялося таким чином: 16,2% — особи молодші 20 років, 62,6% — особи у віці 20—64 років, 21,2% — особи у віці 65 років та старші. Було 447 помешкань (у середньому 2,1 особи в помешканні).
Із загальної кількості 362 працюючих 66 було зайнятих в первинному секторі, 27 — в обробній промисловості, 269 — в галузі послуг.
За даними на 31 грудня 2012 року, за релігійними переконаннями населення визначилося таким чином: 407 людей — протестантів, 164 людини — римо-католики, 5 людей — віднесли себе до Християнсько-католицької церкви.